# St. Petrus (Sulzbach)

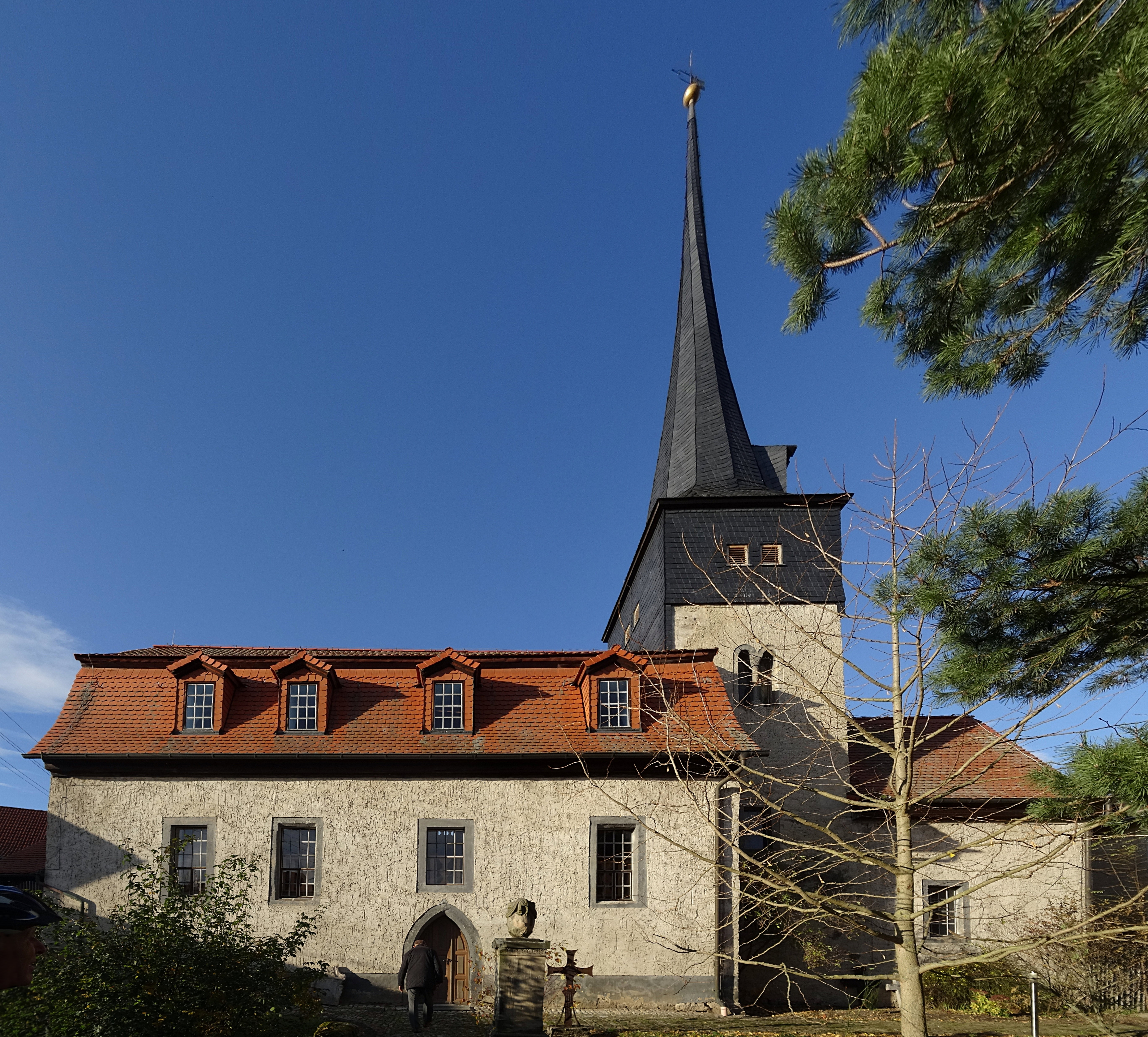
St. Petrus von Süden

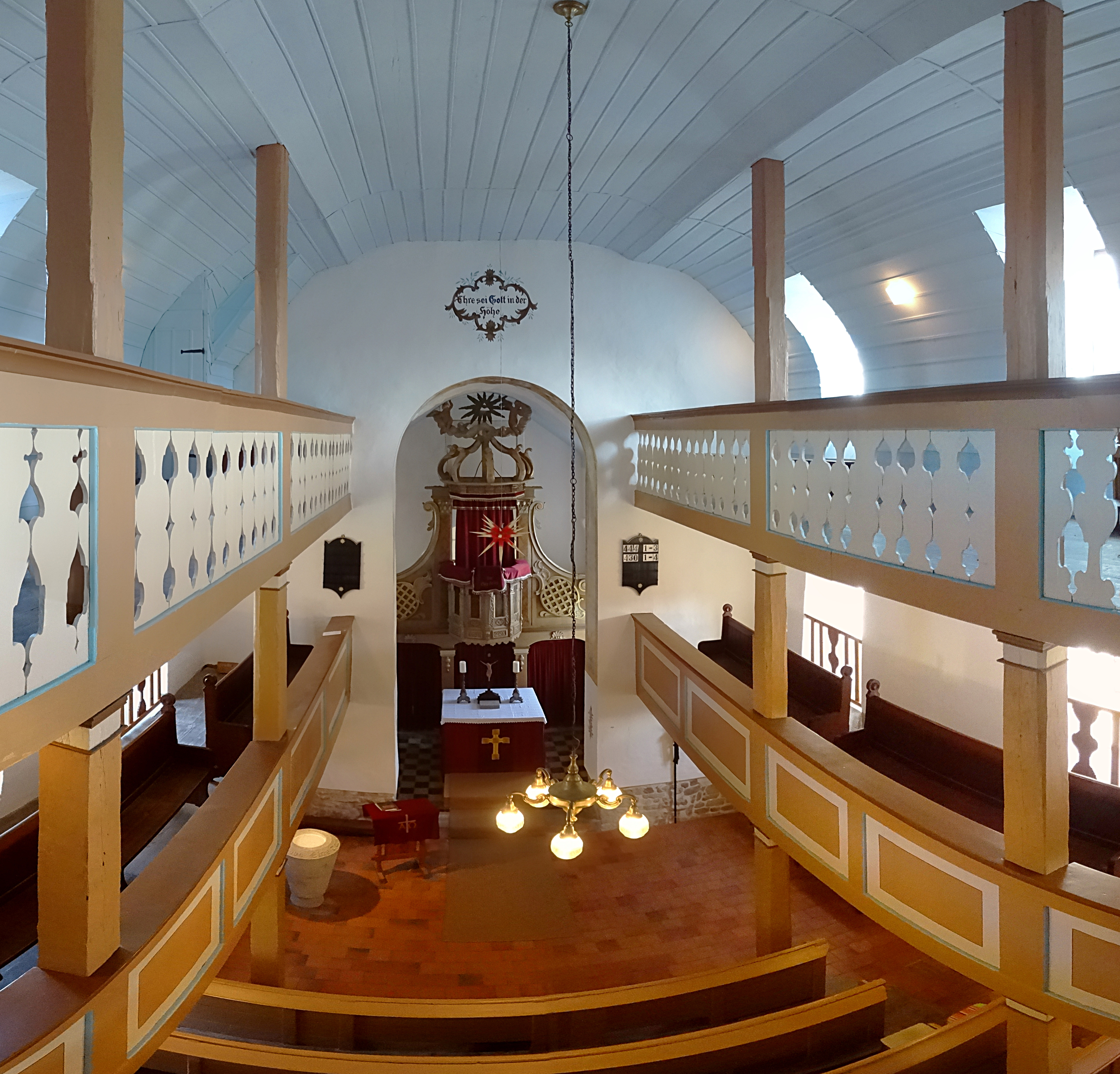
Dreischiffige Emporenhalle mit gewölbter Holzdecke

Die evangelisch-lutherische denkmalgeschützte Kirche St. Petrus steht in Sulzbach, einem Teil von Herressen-Sulzbach, einem Ortsteil der Stadt Apolda im Landkreis Weimarer Land in Thüringen. Die Kirchengemeinde Sulzbach gehört zur Kirchengemeinde Kapellendorf im Pfarrbereich Apolda III (KGV Schöten und KG Kapellendorf) im Kirchenkreis Apolda-Buttstädt der Evangelischen Kirche in Mitteldeutschland.

## Außenbau
Die verputzte Kirche besteht aus Bauteilen unterschiedlichen Alters. Der eingezogene querrechteckige Chorturm ist romanisch. An seinem obersten massiven Geschoss befinden sich Biforien, im Osten sind sie verdeckt, im Westen ausgebrochen. Das abschließende schieferverblendete Geschoss des Turms, das den Glockenstuhl beherbergt, und der spitze Helm wurden erst in nachmittelalterlicher Zeit errichtet. Ein längsrechteckiger Anbau im Osten von etwa gleicher Breite wurde nach der Überlieferung um 1480 angefügt. Das Kirchenschiff wurde 1672 anstelle eines älteren neu erbaut. Es hat hochrechteckige, z. T. abgefaste Fenster und im Süden ein spitzbogiges Portal. Im 18. Jahrhundert wurde es verändert und mit einem Mansarddach versehen.

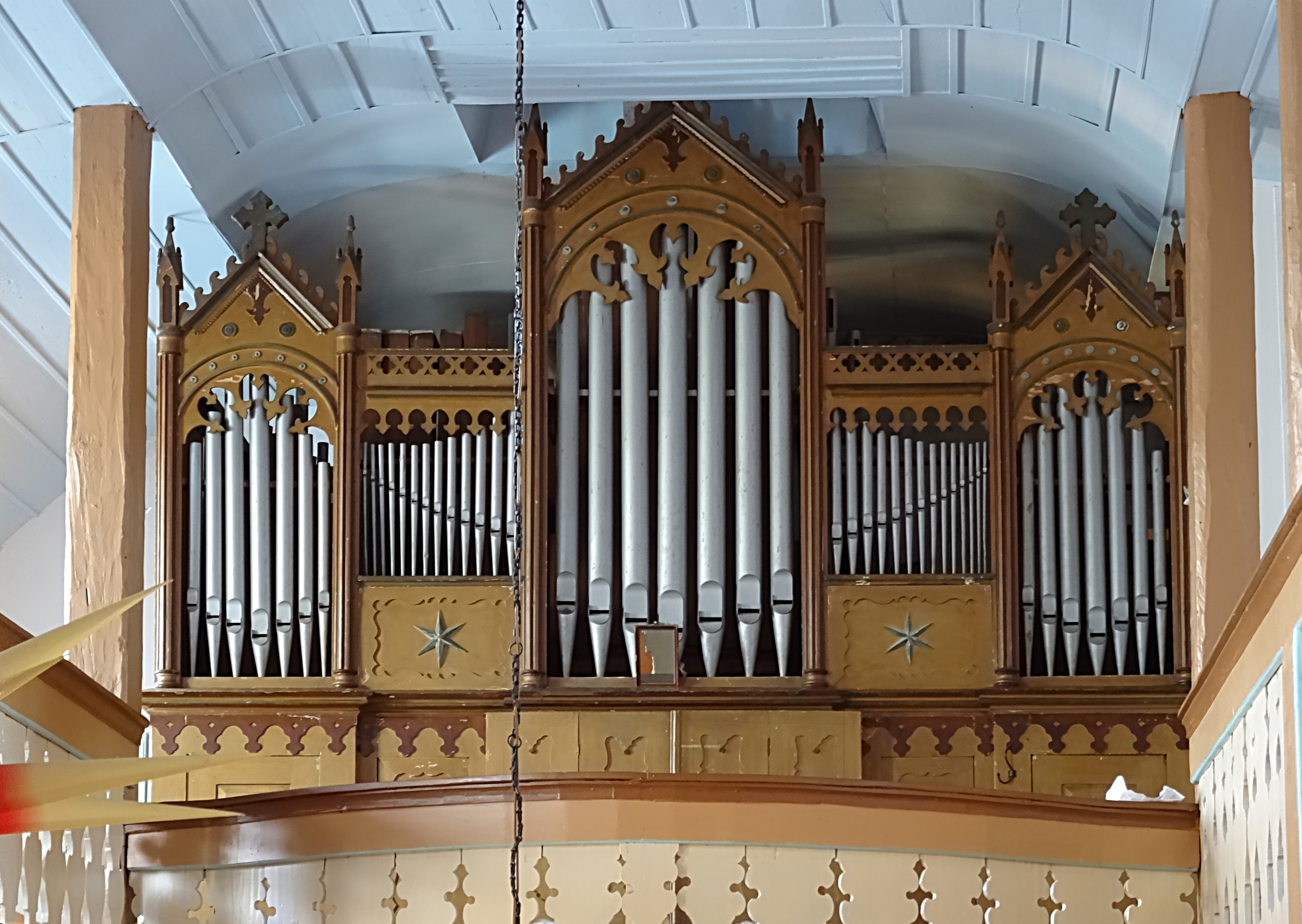
Förtsch-Orgel

## Kirchenraum
Innen ist das Kirchenschiff eine dreischiffige Emporenhalle. Zwei Reihen hölzerner Pfeiler stützen die dreiseitigen, zweigeschossige Emporen und die in besonderer Weise gewölbte Bretterdecke. Unter den Emporen weisen die Pfeiler einfache Kapitelle auf, an der Decke keine. Die Decke des Mittelschiffs ist an seinen Rändern verstärkt gekrümmt. Im Verlauf der Pfeilerreihen ist die Deckenneigung zunächst geringer und vollzieht dann einen unregelmäßigen Bogen, um schließlich in die Senkrechten der Außenwände überzugehen, wo die hölzerne Verschalung unterhalb der Mansardenfenster endet. 
Der östliche Anbau des Chors wurde als Sakristei abgetrennt. Davor steht ein Kanzelaltar aus dem 18. Jahrhundert mit kleinteilig verziertem Korb und Schalldeckel des späten 17. Jahrhunderts. Am Korb sind Gemälde mit Christus Salvator und Heiligen zu sehen. Die plastischen Spangen, Wolkenbänder und Putten auf dem Schalldeckel wurden nachträglich im 18. Jahrhundert angebracht. Darüber, am Tonnengewölbe des Chors sind Wolken aus Stuck. Im Ostteil befindet sich ein spätgotisches Sakramentshaus. Ein kleines Kruzifix mit aufgemaltem Leib Christi stammt aus dem 17. Jahrhundert.

### Orgel
Die heutige Orgel mit 15 Registern, verteilt auf 2 Manuale und Pedal, wurde 1867 von Adalbert Förtsch gebaut. Bei der Abnahme soll der Revisor Johann Gottlob Töpfer gesagt haben „… gute Arbeit und gutes Material, einfache praktische Anlage des Mechanismus und vor Allem ächt kirchliche, weiche und dabei volle Intonation, präcise und elastische Spielart,…“

## Glocken

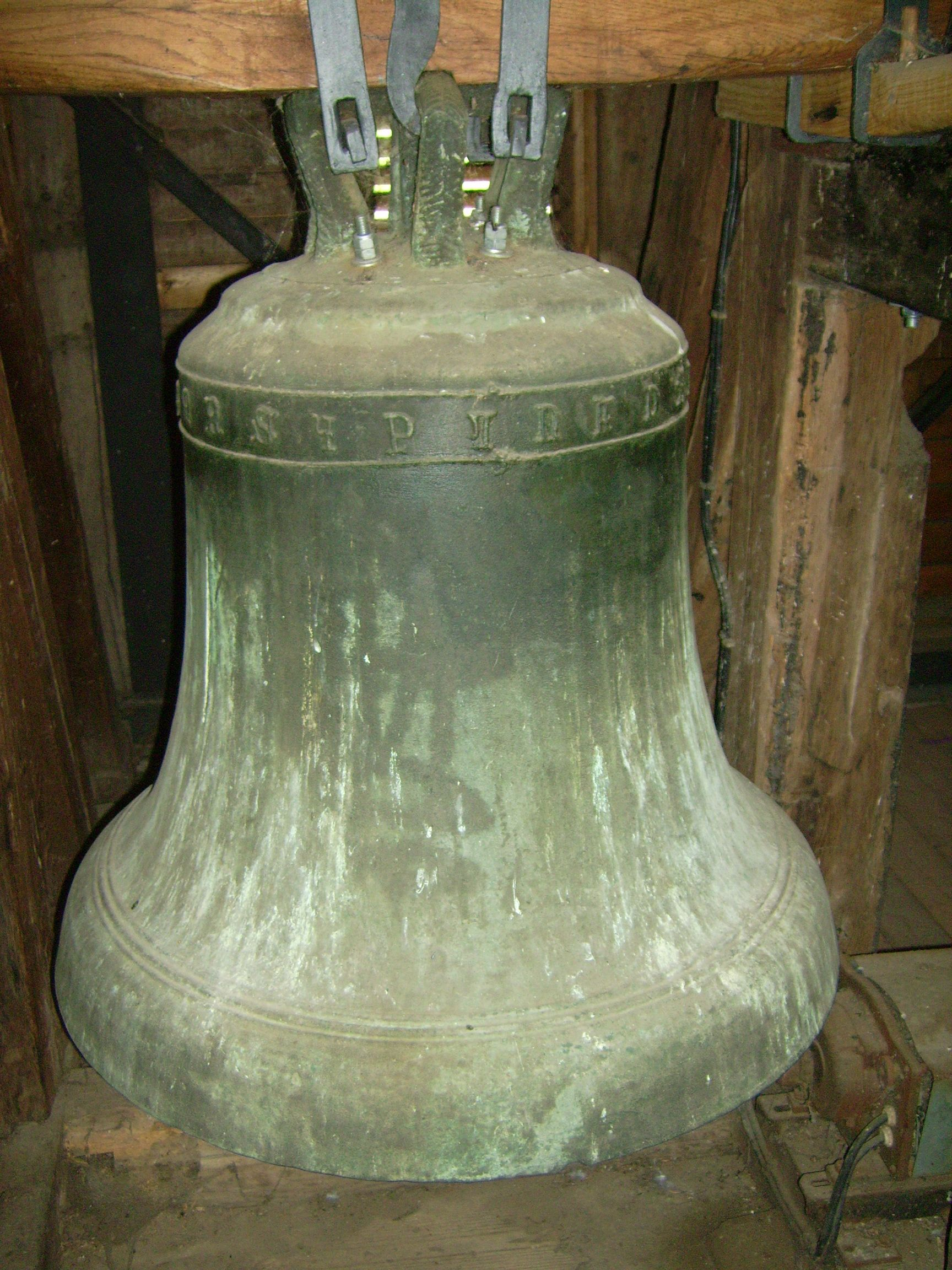
Kryptogrammglocke

Inmitten zweier Eisenhartgussglocken der Firma Schilling & Lattermann (Apolda und Morgenröthe) Nr. 6635 und Nr. 6636 aus dem Jahr 1924 läutet im Turm eine Besonderheit. Es ist eine Bronzeglocke, über deren Gussalter man sich nicht ganz einig zu werden scheint. Bergner legt ihre Entstehung ins 13. Jh., im Lehfeldt wird sie ins 14. Jh., bei Schmidt vermutlich zwischen 1430 und 1446 und bei Heinzel ins 15. Jh. gelegt. Vermutlich stammt sie aus der Werkstatt von Hermann Herlin (Jena). Fest steht, sie ist eine der wenigen Kryptogrammglocken, die uns überliefert wurden. Auf der Schulter steht geschrieben: 

/MRSYPT[L]NFDS RAMPDEND [D]EARYBF/ 

M(aria) R(egina), S(alvus) Y(nfirmi) P(opvli), 

T(v) N(obis) F(i)D(elibv)S R(og)A, M(ater),

P(ivm) DE(nvo) N(obis) D(evm).

DE A(trocibvs) R(ebvs) Y(nfernalibvs)

B(landiardis) F(ideles)

„Maria, Königin, Heil des schwachen Volkes,

Uns Gläubigen vermittle Du, Mutter,

Gott, der uns von neuem seine Liebe erweise.

Von den gräßlichen Lockungen der Hölle weg,

Locke Du die Gläubigen.“

[Gebet, das 1350 aktuell gewesen sein dürfte - Schlippe]

Auf der Flanke findet man das evtl. Pilgerzeichen der Wersdorfer Wallfahrt, die zweifache Darstellung eines segnenden Bischofs mit Bischofsstab, der auf einem Drachen steht und diesem den Stab in den Rachen rammt. Auf einem flatternden Band stehen wahrscheinlich die Buchstaben CASPAR ME[L]CHOR.